# Alamelumangapuram
Alamelumangapuram es una ciudad censal situada en el distrito de Vellore en el estado de Tamil Nadu (India). Su población es de 7900 habitantes (2011). Se encuentra a 6 km de Vellore y a 64 km de Kanchipuram.

## Demografía
Según el censo de 2011 la población de Alamelumangapuram era de 7900 habitantes, de los cuales 3944 eran hombres y 3956 eran mujeres. Alamelumangapuram tiene una tasa media de alfabetización del 83,66%, superior a la media estatal del 80,09%: la alfabetización masculina es del 89,96%, y la alfabetización femenina del 77,56%.